# Cantalapiedra
Cantalapiedra es un municipio y localidad española de la provincia de Salamanca, en la comunidad autónoma de Castilla y León. Se integra dentro de la comarca de la Tierra de Peñaranda y la subcomarca de Las Guareñas. Pertenece al partido judicial de Peñaranda.
Su término municipal está formado por un solo núcleo de población, ocupa una superficie total de 71,15 km² y cuenta con una población de 911 habitantes (INE 2024).

## Toponimia
Una opinión que ha gozado de cierta divulgación en torno al origen del nombre de Cantalapiedra es la siguiente. Los tautopónimos son los nombres de un lugar que repite el accidente geográfico que designa o, en general, cualquier repetición. Ejemplo de esto es el nombre de este lugar: Cantalapiedra, donde «canta» es etimológicamente ajena al verbo cantar, ya que hace referencia a una raíz prerromana (que tal vez pervive en voces como canto ‘piedra’).
Sin embargo, ya es antigua también la opinión discordante, según la cual los nombres de Cantalapiedra, Cantaracillo, Cantalpino, Cantiveros, Cantimpalos, Cantespino, Cansoles y similares una forma proclítica *can (‘campo’), como ya señaló Julio González, descartando como innecesaria la hipótesis prerromana antes expuesta, de la que Llorente era el más destacado valedor.
Riesco Chueca se adhiere a la propuesta de Julio González, ofreciendo una panorámica general e introduciendo algunas matizaciones semánticas que explican la alta concentración espacial de los topónimos Canta- en la frontera entre los antiguos reinos de León y de Castilla, un hecho que ya había llamado la atención de Ángel Barrios.
Con relación a Cantalapiedra, se registran las citas alatinadas Campum de Petra (1136) y Campo Petre (1167).
En 1251 se constata una interesante forma romance, Candelapiedra. Ya en 1265, aparece la forma actual, Cantalapiedra, que se estabiliza posteriormente. Ello se deberá probablemente a una etimología popular, basada en alguna justificación toponímica folclórica.
Julio González interpretaba la toponimia de campo en la región allende el Duero como alusiva a terrenos fértiles, aptos para la labor, pero abandonados tras las guerras (“campos inicialmente incultos, no vinculados sólo para pastos”), que llamarían la atención de los ganaderos y caballeros repobladores en el s. X. No obstante, y sobre todo para los topónimos fronterizos, Riesco sospecha en estos nombres una referencia más militar que agrícola, en la que *cam o *can estén por ‘campo de batalla, línea defensiva’. Estos pueblos se sitúan en la frontera entre los antiguos reinos de León y de Castilla, donde fueron frecuentes las refriegas militares; Cantalapiedra y Cantaracillo contaron con torres fortificadas. A la vista de estos datos y dada la alta concentración de topónimos Canta-, Cande- (< cam[po] de) en estas áreas de frontera, es probable que hagan referencia a lugares de batalla o puntos de alta tensión fronteriza. El carácter de emblema en los determinativos (piedra, arcillo, pino, sol, espina) parece entroncar con la tradición heráldica de ligar la memoria de una batalla a una circunstancia anecdótica. En otros casos, sin embargo, habrá de interpretarse campo en su acepción toponímica más común: tierra desarbolada, rasa.

## Geografía
Cantalapiedra, forma parte de la provincia de Salamanca, de cuya capital dista 50 kilómetros. Los 71,15 kilómetros cuadrados de su término municipal, tienen forma de lengua de tierra llana, colindante con las provincias de Zamora, Valladolid y Ávila (altitud 781 m). Perteneciente al partido judicial de Peñaranda, cuenta actualmente con unos 909 habitantes (2023). Típico pueblo de Salamanca, fronterizo entre el Antiguo Reino de León y Castilla la Vieja, en medio de la llanura sin fin, de fecundos campos de trigo. Fue el primero de España donde se hizo la concentración parcelaria.[cita requerida]

### Ubicación
| Noroeste: Tarazona de Guareña | Norte: Fresno el Viejo | Noreste: Fresno el Viejo           |
| Oeste: Vallesa de la Guareña  |                        | Este: Madrigal de las Altas Torres |
| Suroeste Villaflores          | Sur: Palaciosrubios    | Sureste: Horcajo de las Torres     |

## Historia

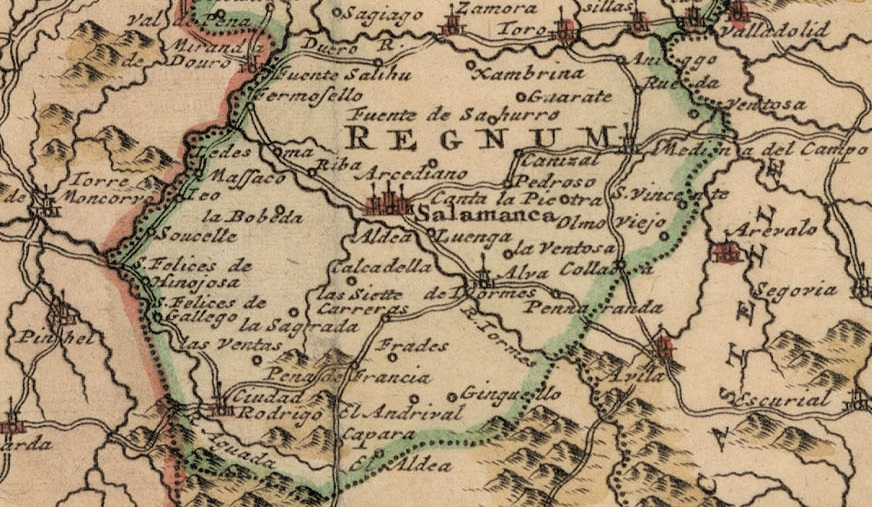
Detalle del sur del Reino de León en el mapa "Nouvelle Carte d'Asturie, Galice et Leon, avec les grands chemins", de 1800, donde se puede observar Cantalapiedra.

La historia medieval de Cantalapiedra viene marcada por su situación en la frontera entre los reinos de León y Castilla, habiendo sido repoblada por los reyes leoneses, quienes la fortificaron y amurallaron como plaza fuerte del Reino de León, siendo donada en 1136 por Alfonso VII de León al obispo de Salamanca en calidad de señorío eclesiástico.
De la primera organización de Cantalapiedra nos queda un plano enmarcado por las rondas (del Norte, del Sur, del Nordeste y del Noroeste) y presidido en el centro por la plaza mayor y la inmensa iglesia de Santa María del Castillo. Su pasado queda reflejado en topónimos como la calle de Tejedores, ronda del Muro, ronda del Matadero Viejo o la calle del Hospital. Los restos del antiguo recinto los simboliza la torre del Deán. Y como lugar emblemático para la villa y para la convivencia cabe subrayar la ermita y parque de Nuestra Señora de la Misericordia. A esta trama histórica se une más tarde, en los siglos XIX y XX, el crecimiento en el camino o paseo de la Estación, con dos claras referencias: convento de las Hermanas Clarisas y la estación de tren.
Con la creación de las actuales provincias en 1833, Cantalapiedra quedó encuadrado en la provincia de Salamanca, dentro de la Región Leonesa. En 1877 comenzó a prestar servicio la estación de ferrocarril del municipio, tras la inauguración de la línea férrea Salamanca-Medina del Campo.

## Geografía humana

### Demografía
Cuenta con una población de 911 habitantes (INE 2024).
| Gráfica de evolución demográfica de Cantalapiedra entre 1842 y 2021                                                   |
| |
| Población de derecho según los censos de población del INE. Población de hecho según los censos de población del INE. |

## Administración y política
| Partido político                              | 2019  | 2019  | 2019       | 2015  | 2015  | 2015       | 2011  | 2011  | 2011       | 2007  | 2007  | 2007       | 2003  | 2003  | 2003       |
| Partido político                              | %     | Votos | Concejales | %     | Votos | Concejales | %     | Votos | Concejales | %     | Votos | Concejales | %     | Votos | Concejales |
| Partido Popular (PP)                          | 46,92 | 350   | 3          | 48,37 | 386   | 5          | 56,78 | 486   | 6          | 60,07 | 540   | 6          | 61,74 | 589   | 6          |
| Partido Socialista Obrero Español (PSOE)      | 52,55 | 392   | 4          | 48,37 | 356   | 4          | 32,29 | 308   | 3          | 32,70 | 294   | 3          | 32,29 | 308   | 3          |
| Izquierda Unida (IU-CyL)                      | —     | —     | —          | —     | —     | —          | 6,19  | 53    | 0          | 5,56  | 50    | 0          | —     | —     | —          |
| Unidad Regionalista de Castilla y León (URCL) | —     | —     | —          | —     | —     | —          | —     | —     | —          | —     | —     | —          | 4,61  | 44    | 0          |

## Patrimonio

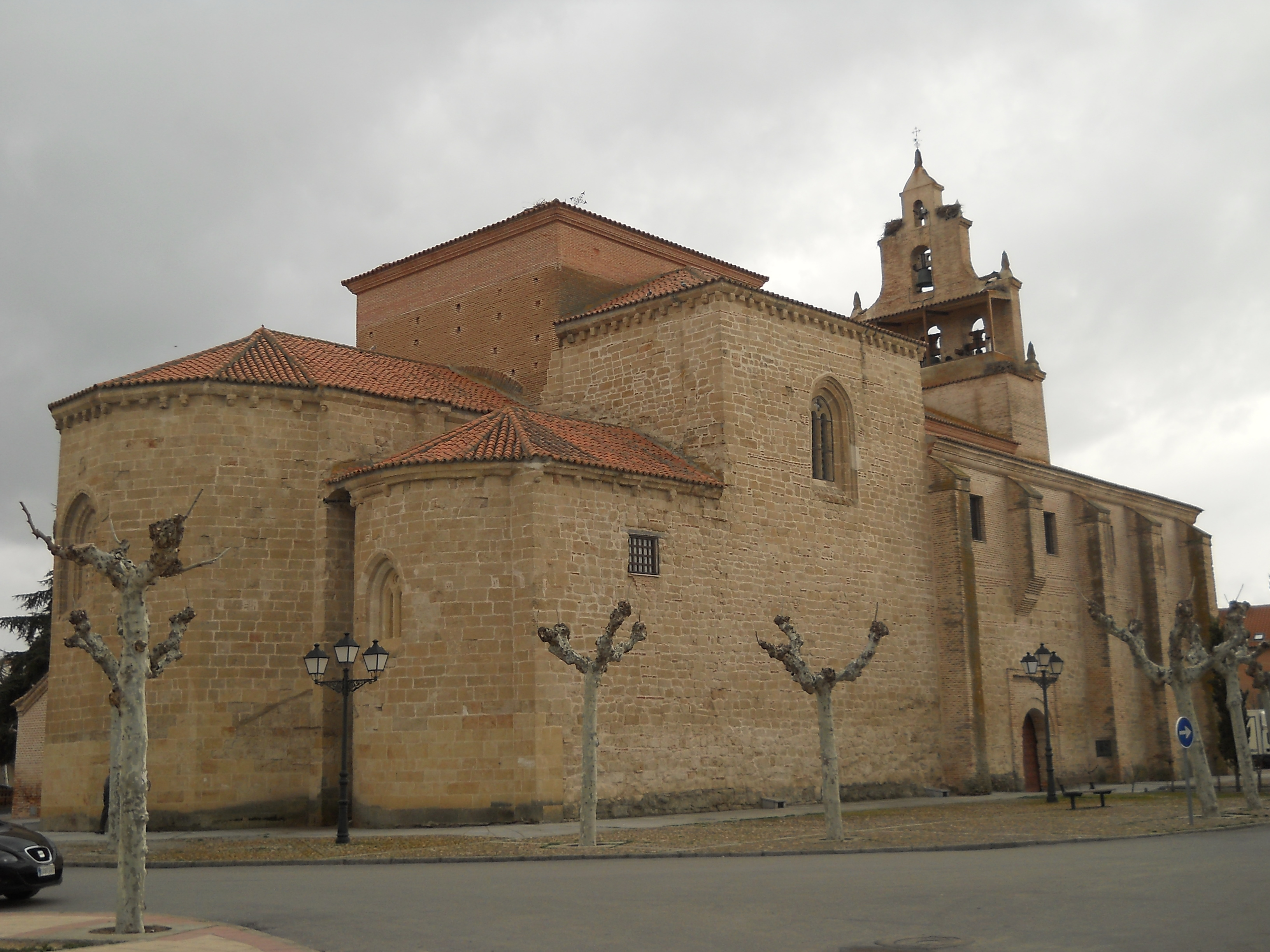
Iglesia de Santa María del Castillo

- Iglesia de Santa María del Castillo está declarada Bien de Interés Cultural, así como Monumento Histórico-Artístico Nacional el 3 de junio de 1931. Su construcción se inició en la época de la repoblación, de la cual se conserva una parte románica en la que destacan los ábsides. Asimismo, el resto de la iglesia está realizada en estilo mudéjar, destacando la gran torre-espadaña que remata la construcción.
- El Torreón del Deán es la única torre de la muralla que se conserva y que fue erigida para la defensa de la frontera oriental del Reino de León. Toma su actual nombre de haber pertenecido a los deanes de la catedral de Salamanca tras haber sido donada la villa al obispo salmantino en 1136 por el rey Alfonso VI de León. Es una construcción de sillarejo con refuerzos de ladrillo en las esquinas.
- La Ermita de la Virgen de la Misericordia se encuentra en un altozano a la entrada de la Villa, albergando a su patrona. Su factura actual se debe a la reconstrucción realizada en el siglo XVI, cuando fue erigida sobre la antigua Ermita de San Salvador.
- De la Casa de los Onís destaca el blasón de la familia Onís, que llegó a Cantalapiedra a finales del siglo XVI.
- La Plaza Mayor tiene una bella configuración porticada.
- El Monasterio del Sagrado Corazón destaca por su simbolismo religioso la Puerta de la Misericordia. Fue fundado en 1920 por la Madre Amparo del Sagrado Corazón, natural de esta Villa. La Iglesia del Monasterio posee una única nave de estilo neorrománico.